# 小園健太
小園 健太（こぞの けんた、2003年4月9日 - ）は、大阪府貝塚市出身のプロ野球選手（投手）。右投右打。横浜DeNAベイスターズ所属。

## 経歴

### プロ入り前
貝塚市立中央小学校1年生から軟式野球を始める。貝塚市立第一中学校在学時は硬式野球のクラブチームである貝塚ヤングに所属し、3年夏のヤングリーグ日本選手権で優勝した。
その後貝塚ヤングでバッテリーを組んでいた松川虎生に誘われ、和歌山市立和歌山高等学校に進学。1年春からベンチ入りした。2年秋からエースとなり、近畿大会でベスト4に進出。3年春の第93回選抜高等学校野球大会に出場し、県岐阜商との1回戦で先発登板して9回を無失点。チームがサヨナラ勝ちしたため完封勝利となった。明豊との2回戦では5回表から救援登板したが、同点の7回表に決勝打を打たれ敗れた。同年夏は和歌山県大会決勝まで勝ち上がったが、決勝では後に同年の第103回全国高等学校野球選手権大会で優勝を果たす智弁和歌山相手に4失点し敗退。2季連続での甲子園出場を逃した。その後、2021年8月30日に松川と共にプロ志望届を提出した。森木大智（高知高校）、風間球打（ノースアジア大学明桜高校）と合わせて「高校生BIG3」として注目集めた。
10月11日のドラフト会議では、横浜DeNAベイスターズと阪神タイガースから1位指名を受け、抽選の結果DeNAが交渉権を獲得した（阪神は外れ1位で同じく「高校生BIG3」の森木を指名）。11月6日、契約金1億円、年俸1320万円で仮契約を結んだ。背番号は三浦大輔監督が現役・コーチ時代に背負っていた18。背番号18は高校1年のときに初めて付けた背番号で、夏の和歌山大会準々決勝で決勝打を打たれて敗戦した悔しい経験から、原点を忘れないようにと大阪の自宅にこの「18」を貼っている小園にとっても思い入れのある背番号である。この年のドラフトでは同校の松川も千葉ロッテマリーンズから1位指名され、同一高校のバッテリーが揃って1位指名されるのは初めてであった。

### DeNA時代
2022年、春季キャンプから一軍に帯同。実戦登板は無かったが1か月間一軍で練習を行い、その後フィジカルチェックで、体の大きさと比較して筋量がまだ足らないという判断から3月から二軍に合流し、ブルペンには入らず体作りに取り組む。開幕後もトレーニングに励み、長らく実戦から離れていたが、8月4日、楽天とのイースタン・リーグ公式戦で初登板。救援で1イニングを投げ、最速147km/hで三者凡退に退ける投球を見せた。二軍での登板を続け3試合に登板し無失点を続けていたが、9月7日に喉の痛みがあり新型コロナウイルスの陽性判定を受ける。9月14日に練習を再開するが、実戦復帰が無いままシーズンを終えた。シーズン終了後はみやざきフェニックス・リーグに参加し登板を重ねた。10月24日、推定年俸1200万円で契約を更改した。
2023年、春季キャンプからオープン戦まで一軍に帯同し、オープン戦では3月21日の読売ジャイアンツ戦で5回3安打無失点の好投を見せるなど、4試合の登板で1勝1敗、防御率2.45の成績を残し、開幕に合わせて二軍に合流した。二軍ではチーム最多の16試合に先発し、2勝5敗、防御率4.21の成績を残す。83回1/3の投球回に対し、40奪三振、39与四球と制球面で課題を残した。10月に入りフェニックスリーグでは腕の位置が下がっていた体の使い方を見直し、無四球完投勝利を飾るなど徐々に自分の投球を掴み、11月下旬からは台湾で行われたアジアウインターベースボールリーグに参加し、4試合の登板で2勝0敗、防御率1.42、19回を投げ13奪三振、3与四球、自責3という成績を残した。フェニックスリーグ開催中の10月25日には、290万円減となる推定年俸910万円で契約を更改した。
2024年も春季キャンプから一軍に帯同し、開幕ローテーション争いを演じる。オープン戦3試合で計12回を投げ、2勝1セーブ、防御率2.25と結果を残し、オープン戦後の3月21日からは二軍合流となったものの、監督の三浦大輔は二軍合流についてはほかの投手との兼ね合いが理由であることを説明し、成績自体については「いいアピールをしてますし、状態もよくなっている」と高く評価していた。二軍公式戦の登板を経て、4月10日の中日ドラゴンズ戦（横浜スタジアム）で先発投手として一軍初登板するも、2回2/3を5失点で敗戦投手となった。翌日に出場選手登録を登録抹消された。イースタン・リーグでは、6月2日の時点で8試合に登板し防御率1.50と先発の柱として好投を続けていたが、右脇腹を痛めてリハビリ組に合流。二軍では18試合に登板し、3勝3敗、防御率4.46を記録するも、一軍登板は前述の1試合にとどまった。11月10日、220万円減となる推定年俸690万円で契約を更改した。

## 選手としての特徴
テイクバックの小さなフォームから、最速152km/h・最高回転数2400rpm台のストレートを投げる。変化球はカーブ、スライダー、カットボール、ツーシーム、チェンジアップを持ち球とする。

## 人物
小学校時代はソフトバンクのファンクラブに入っていて、母方の祖母が宮崎在住ということもあり、中学校卒業直前には春季キャンプで甲斐拓也からサインをもらったこともあるという。
小学1年から6年まで書道を習っており十段の腕前を持つ。

## 詳細情報

### 年度別投手成績
| 年 度     | 球 団     | 登 板 | 先 発 | 完 投 | 完 封 | 無 四 球 | 勝 利 | 敗 戦 | セ 丨 ブ | ホ 丨 ル ド | 勝 率 | 打 者 | 投 球 回 | 被 安 打 | 被 本 塁 打 | 与 四 球 | 敬 遠 | 与 死 球 | 奪 三 振 | 暴 投 | ボ 丨 ク | 失 点 | 自 責 点 | 防 御 率 | W H I P |
| --------- | --------- | ----- | ----- | ----- | ----- | -------- | ----- | ----- | -------- | ----------- | ----- | ----- | -------- | -------- | ----------- | -------- | ----- | -------- | -------- | ----- | -------- | ----- | -------- | -------- | ------- |
| 2024      | DeNA      | 1     | 1     | 0     | 0     | 0        | 0     | 1     | 0        | 0           | .000  | 18    | 2.2      | 7        | 0           | 3        | 0     | 0        | 3        | 0     | 0        | 5     | 5        | 16.88    | 3.75    |
| 通算：1年 | 通算：1年 | 1     | 1     | 0     | 0     | 0        | 0     | 1     | 0        | 0           | .000  | 18    | 2.2      | 7        | 0           | 3        | 0     | 0        | 3        | 0     | 0        | 5     | 5        | 16.88    | 3.75    |

- 2024年度シーズン終了時

### 年度別守備成績
| 年 度 | 球 団 | 投手  | 投手  | 投手  | 投手  | 投手  | 投手     |
| 年 度 | 球 団 | 試 合 | 刺 殺 | 補 殺 | 失 策 | 併 殺 | 守 備 率 |
| ----- | ----- | ----- | ----- | ----- | ----- | ----- | -------- |
| 2024  | DeNA  | 1     | 0     | 0     | 0     | 0     | ----     |
| 通算  | 通算  | 1     | 0     | 0     | 0     | 0     | ----     |

- 2024年度シーズン終了時

### 記録
初記録
投手記録
- 初登板・初先発登板：2024年4月10日、対中日ドラゴンズ2回戦（横浜スタジアム）、2回2/3を5失点で敗戦投手
- 初奪三振：同上、1回表に三好大倫から見逃し三振
- 初勝利・初先発勝利：2025年7月3日、対中日ドラゴンズ14回戦（横浜スタジアム）、5回3失点で勝利投手[46]

打撃記録
- 初打席：2025年7月3日、対中日ドラゴンズ14回戦（横浜スタジアム）、2回裏にカイル・マラーから空振り三振[47]

### 背番号
- 18（2022年[10] - ）